# Districts de Serbie

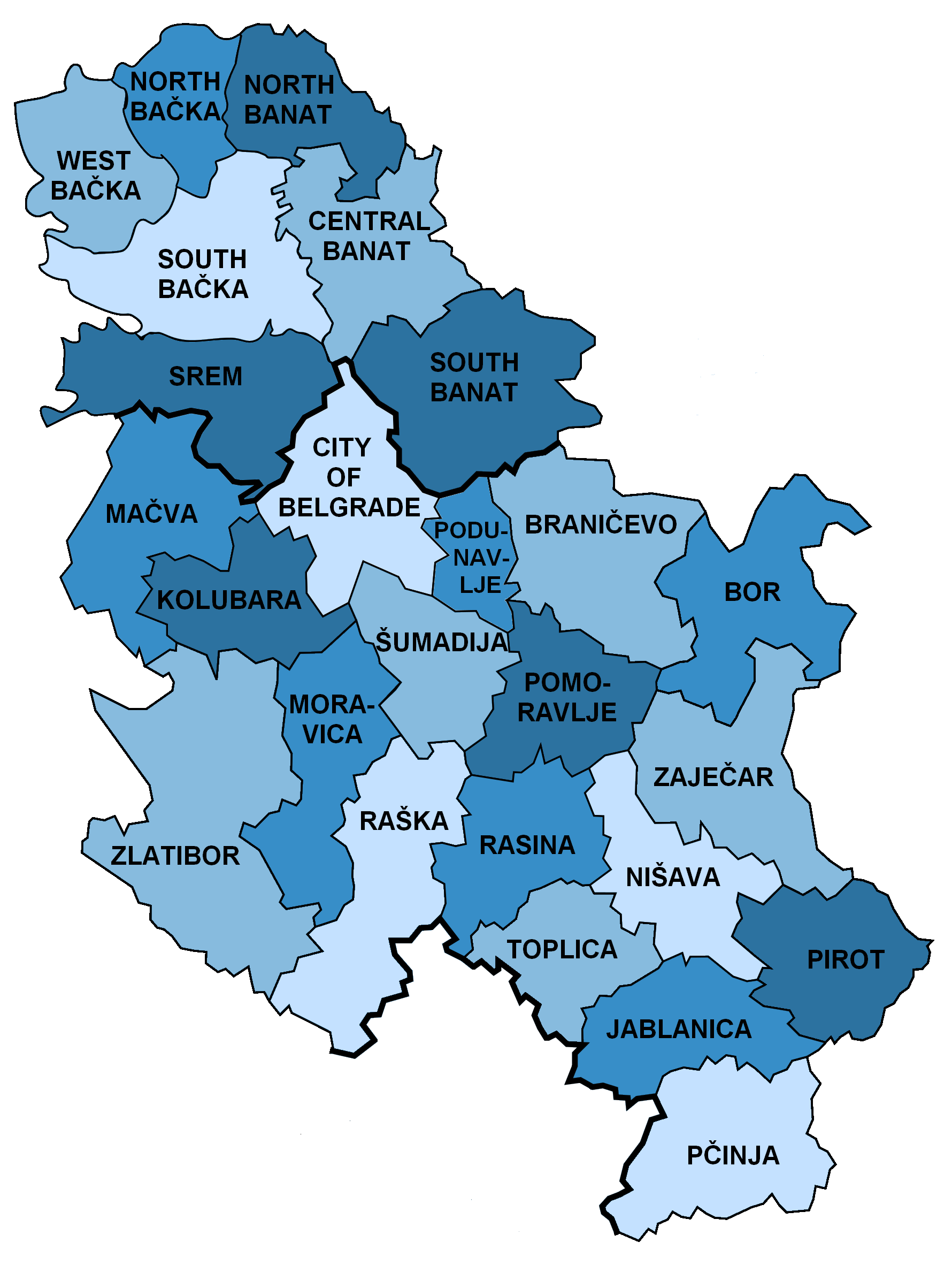
Les districts de Serbie

Les districts (en serbe cyrillique : Окрузи ; en serbe latin : Okruzi), officiellement nommés districts administratifs (управни окрузи et upravni okruzi) constituent des subdivisions administratives de niveau 1 de la république de Serbie. Chacun d'entre eux englobe plusieurs villes ou municipalités (communes). Ils représentent le gouvernement de la Serbie au niveau régional.
La Serbie compte 29 districts, dont 7 dans la province autonome de Voïvodine, 17 en Serbie centrale et (selon le gouvernement Serbe) 5 au Kosovo. La seule partie de la Serbie qui ne fasse pas partie d'un district est le territoire de la ville de Belgrade qui dispose d'un statut particulier, proche de celui d'un district. Chaque district est doté d'un centre administratif qui est la plus grande ville du secteur.

## Terme
Le terme slave okrug (округ) est étymologiquement lié au mot allemand Kreis, désignant un « cercle ». Littéralement okrug désigne « quelque chose qui encercle ».

## Définition
L'organisation territoriale de la république de Serbie est définie par la « Loi sur l'organisation territoriale » adoptée par l'Assemblée nationale de Serbie le 29 décembre 2007. Les districts ne sont pas mentionnés par la loi mais, dans un décret du 29 janvier 1992, le gouvernement de la Serbie les définit comme « des centres régionaux de l'autorité de l'État ». La république de Serbie est ainsi divisée en 29 districts, auxquels s'ajoute la ville de Belgrade.

### Districts du Kosovo
La loi serbe considère le Kosovo comme faisant intégralement partie de la Serbie mais, depuis 1999, la province se trouve sous l'administration de MINUK. En 2000, la MINUK a aboli les 5 districts définis par la Serbie pour en créer sept nouveaux ; le gouvernement de la Serbie ne reconnaît pas ce changement.

## Liste des districts

### Districts de Serbie centrale

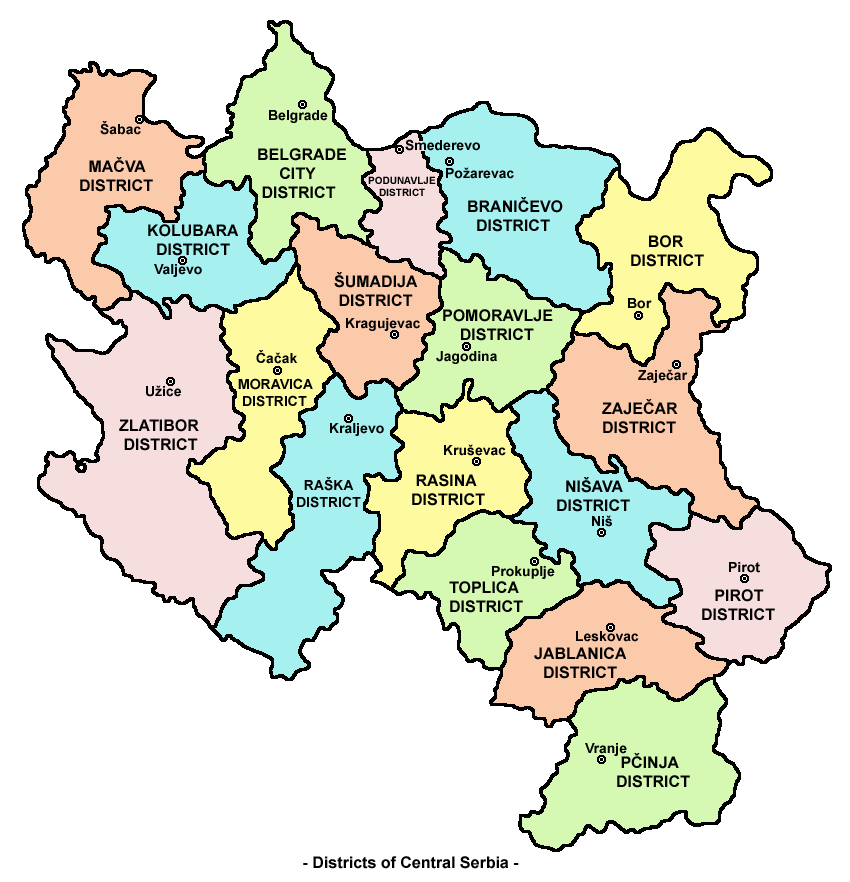
Districts de Serbie centrale

| District                      | Centre administratif | Superficie en km² | Population en 2002 | Population en 2011 | Population par km² | Villes et municipalités                                                                                     | Localités |
| ----------------------------- | -------------------- | ----------------- | ------------------ | ------------------ | ------------------ | --- | --------- |
| Bor (Borski okrug)            | Bor                  | 3 507             | 146 551            | 123 848            | 35.3               | - Bor - Kladovo - Majdanpek - Negotin                                                                       | 90        |
| Braničevo (Braničevski okrug) | Požarevac            | 3 865             | 200 503            | 180 480            | 46.7               | - Veliko Gradište - Požarevac - Golubac - Malo Crniće - Žabari - Petrovac - Kučevo - Žagubica               | 189       |
| Jablanica (Jablanički okrug)  | Leskovac             | 2 769             | 240 923            | 215 463            | 77.8               | - Leskovac - Bojnik - Lebane - Medveđa - Vlasotince - Crna Trava                                            | 336       |
| Kolubara (Kolubarski okrug)   | Valjevo              | 2 474             | 192 204            | 174 228            | 70.4               | - Osečina - Ub - Lajkovac - Valjevo - Mionica - Ljig                                                        | 218       |
| Mačva (Mačvanski okrug)       | Šabac                | 3 268             | 329 625            | 297 778            | 91.1               | - Bogatić - Šabac - Loznica - Vladimirci - Koceljeva - Mali Zvornik - Krupanj - Ljubovija                   | 228       |
| Moravica (Moravički okrug)    | Čačak                | 3 016             | 224 772            | 212 149            | 70.3               | - Gornji Milanovac - Čačak - Lučani - Ivanjica                                                              | 206       |
| Nišava (Nišavski okrug)       | Niš                  | 2 729             | 381 757            | 373 404            | 136.8              | - Aleksinac - Svrljig - Merošina - Ražanj - Doljevac - Gadžin Han - Niš                                     | 285       |
| Pčinja (Pčinjski okrug)       | Vranje               | 3 520             | 227 690            | 158 717            | 45.1               | - Vladičin Han - Surdulica - Bosilegrad - Trgovište - Vranje - Bujanovac - Preševo                          | 363       |
| Pirot (Pirotski okrug)        | Pirot                | 2 761             | 105 654            | 92 277             | 33.4               | - Bela Palanka - Pirot - Babušnica - Dimitrovgrad                                                           | 214       |
| Podunavlje (Podunavski okrug) | Smederevo            | 1 248             | 210 290            | 198 184            | 158.8              | - Smederevo - Smederevska Palanka - Velika Plana                                                            | 58        |
| Pomoravlje (Pomoravski okrug) | Jagodina             | 2 614             | 227 435            | 212 839            | 84.8               | - Jagodina - Ćuprija - Paraćin - Svilajnac - Despotovac - Rekovac                                           | 191       |
| Rasina (Rasinski okrug)       | Kruševac             | 2 667             | 259 441            | 240 463            | 90.2               | - Varvarin - Trstenik - Ćićevac - Kruševac - Aleksandrovac - Brus                                           | 296       |
| Raška (Raški okrug)           | Kraljevo             | 3 918             | 291 230            | 300 102            | 76.6               | - Kraljevo - Vrnjačka Banja - Raška - Novi Pazar - Tutin                                                    | 359       |
| Šumadija (Šumadijski okrug)   | Kragujevac           | 2 387             | 298 778            | 290 900            | 121.8              | - Aranđelovac - Topola - Rača - Batočina - Knić - Lapovo - Kragujevac                                       | 174       |
| Toplica (Toplički okrug)      | Prokuplje            | 2 231             | 102 075            | 90 600             | 40.6               | - Prokuplje - Blace - Kuršumlija - Žitorađa                                                                 | 267       |
| Zaječar (Zaječarski okrug)    | Zaječar              | 3 623             | 137 561            | 118 295            | 32.6               | - Boljevac - Knjaževac - Zaječar - Sokobanja                                                                | 173       |
| Zlatibor (Zlatiborski okrug)  | Užice                | 6 140             | 313 396            | 284 729            | 46.4               | - Bajina Bašta - Kosjerić - Užice - Požega - Čajetina - Arilje - Nova Varoš - Prijepolje - Sjenica - Priboj | 438       |

### Districts de Voïvodine

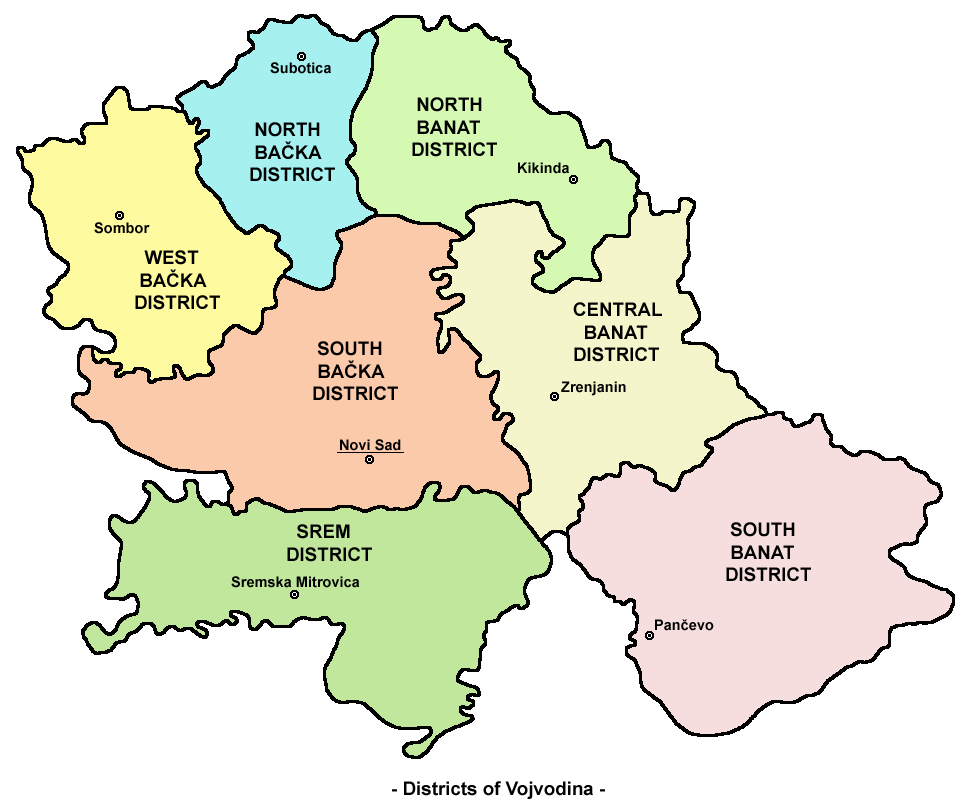
Districts de Voïvodine

| District                                    | Centre administratif | Superficie en km² | Population en 2002 | Population en 2011 | Population par km² | Villes et municipalités | Localités |
| ------------------------------------------- | -------------------- | ----------------- | ------------------ | ------------------ | ------------------ | --- | --------- |
| Banat central (Srednjebanatski okrug)       | Zrenjanin            | 3 256             | 208 456            | 186 851            | 57.4               | - Novi Bečej - Nova Crnja - Žitište - Sečanj - Zrenjanin                                                                            | 55        |
| Bačka septentrionale (Severnobački okrug)   | Subotica             | 1 784             | 200 140            | 185 552            | 104.0              | - Subotica - Bačka Topola - Mali Iđoš                                                                                               | 45        |
| Banat septentrional (Severnobanatski okrug) | Kikinda              | 2 329             | 165 881            | 146 690            | 63.0               | - Kanjiža - Senta - Ada - Čoka - Novi Kneževac - Kikinda                                                                            | 50        |
| Bačka méridionale (Južnobački okrug)        | Novi Sad             | 4 016             | 593 666            | 607 835            | 151.4              | - Srbobran - Bač - Bečej - Vrbas - Bačka Palanka - Bački Petrovac - Žabalj - Titel - Temerin - Beočin - Sremski Karlovci - Novi Sad | 77        |
| Banat méridional (Južnobanatski okrug)      | Pančevo              | 4 245             | 313 937            | 291 327            | 68.6               | - Plandište - Opovo - Kovačica - Alibunar - Vršac - Bela Crkva - Pančevo - Kovin                                                    | 94        |
| Syrmie (Srem) (Sremski okrug)               | Sremska Mitrovica    | 3 486             | 335 901            | 311 053            | 89.2               | - Šid - Inđija - Sremska Mitrovica - Irig - Ruma - Stara Pazova - Pećinci                                                           | 109       |
| Bačka occidentale (Zapadnobački okrug)      | Sombor               | 2 420             | 214 011            | 187 581            | 77.5               | - Sombor - Apatin - Odžaci - Kula                                                                                                   | 37        |

### Districts du Kosovo et Métochie (de jure)

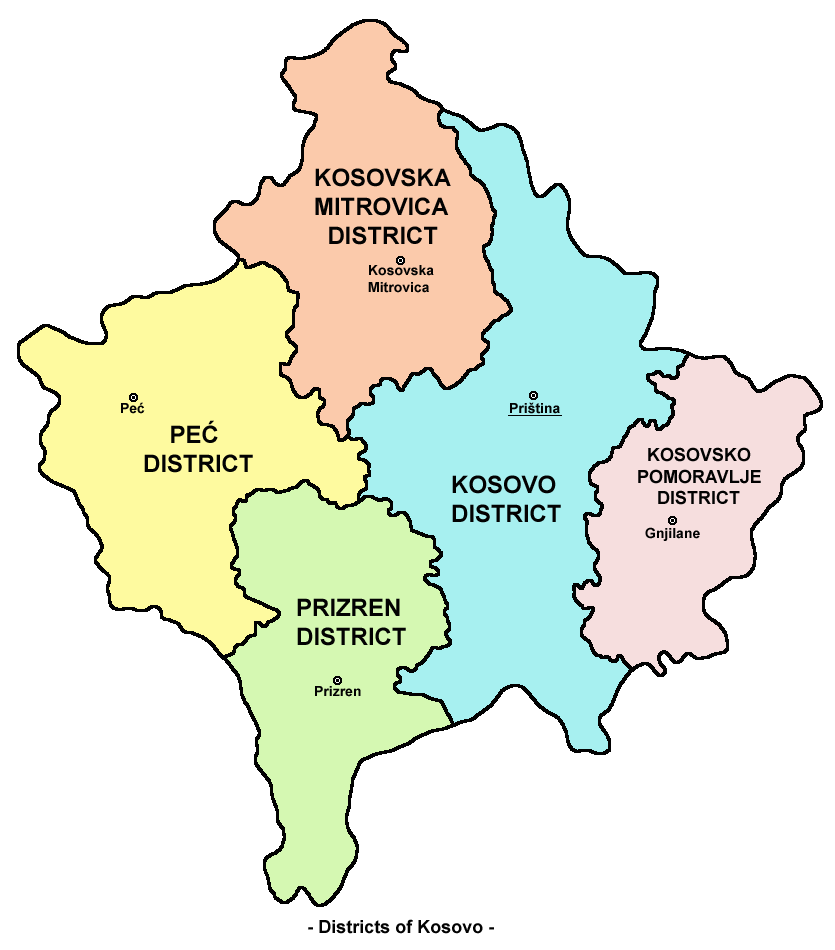
Districts du Kosovo et Métochie

Province autonome qui a déclaré unilatéralement son indépendance. Cette indépendance est contestée par la Serbie et n’est reconnue ni par l’Organisation des Nations unies, ni par l’Union européenne.
| District                                      | Centre administratif | Population en 2002 | Villes et municipalité                                                                                     |
| --------------------------------------------- | -------------------- | ------------------ | --- |
| Kosovo (Kosovski okrug)                       | Pristina             | 672 292            | - Pristina - Glogovac - Kosovo Polje - Lipljan - Obilić - Podujevo - Uroševac - Štimlje - Kačanik - Štrpce |
| Kosovo-Pomoravlje (Kosovsko-Pomoravski okrug) | Gnjilane             | 217 726            | - Kosovska Kamenica - Novo Brdo - Gnjilane - Vitina                                                        |
| Kosovska Mitrovica (Kosovskomitrovički okrug) | Kosovska Mitrovica   | 275 904            | - Kosovska Mitrovica - Leposavić - Srbica - Vučitrn - Zubin Potok - Zvečan                                 |
| Peć (Pećki okrug)                             | Peć                  | 414 187            | - Peć - Istok - Klina - Đakovica - Dečani                                                                  |
| Prizren (Prizrenski okrug)                    | Prizren              | 376 085            | - Orahovac - Suva Reka - Prizren - Gora                                                                    |